# Amalophyllon macrophylloides
Amalophyllon macrophylloides är en tvåhjärtbladig växtart som beskrevs av Boggan och L.E. Skog. Amalophyllon macrophylloides ingår i släktet Amalophyllon och familjen Gesneriaceae. Inga underarter finns listade i Catalogue of Life.